# Ajuria Enea
Ajuria Enea – pałac znajdujący się w Vitoria-Gasteiz w Kraj Basków. Stanowi on oficjalną siedzibę lehendakari wspólnoty autonomicznej Kraju Basków.

## Historia
Pałac Ajuria Enea został zbudowany w 1920 roku dla lokalnego przemysłowca Serafína Ajurii. Autorem projektu był szwajcarski architekt Alfredo Baeschlin, natomiast wykonawcą Hilarion San Vicente. W 1966 roku właścicielem budynku stał się zakon Madres Escolapias, który używał go jako szkoły. W 1972 roku budowla została zakupiona przez Radę Prowincji Álava w celu utworzenia w niej muzeum sztuki baskijskiej. Muzeum to zostało otwarte dla publiczności w 1978 roku. Placówka funkcjonowała aż do zakupienia budynku 13 października 1980 roku przez rząd Kraju Basków, w celu przekształcenia go w oficjalną rezydencję lehendakari. Ostatnie piętro przebudowano na pomieszczenia mieszkalne, natomiast w pozostałej części umieszczono pomieszczenia reprezentacyjne i biurowe. W tym samym roku w pałacu Ajuria Enea zamieszkał lehendakari Carlos Garaikoetxea.
W dniu 12 stycznia 1988 roku w Ajuria Enea podpisano porozumienie pięciu głównych ugrupowań baskijskich, które od nazwy pałacu znane jest jako Pakt z Ajuria Enea (Pacto de Ajuria Enea).